# پادشاهی اتروریا
پادشاهی اتروریا (به ایتالیایی:Regno di Etruria) دولتی در شمال ایتالیا بود که بخش از بزرگی از توسکانی را میان سال‌های ۱۸۰۱-۱۸۰۷ میلادی در دست داشت. این دوک‌نشین نام خود را از کلمه رومی اتروریا که به منطقه محل سکونت قوم اتروسک گفته می‌شد دریافت کرده بود.
این پادشاهی بر طبق پیمان آرانجز در ۲۱ مارس ۱۸۰۱ تأسیس شد. عامل بنیان‌گذاری این پادشاهی، توافق نامه میان امپراتوری فرانسه و اسپانیا بود. بوربون‌ها پس از هجوم فرانسه به شمال ایتالیا در ۱۷۹۶، بسیاری از سرزمین‌های خود را از دست دادند که به جبران این موضوع، دوک نشین پارما به آنان داده شد. همچنین، در ۱۸۰۱ بخش اعظم قلمرو سابق دوک نشین بزرگ توسکانی نیز به آنان داده شد که در آنجا، پادشاهی اتروریا را به وجود آوردند.
نخستین شاه اتروریا، لوئی اول، در ۱۸۰۳ مرد و پسر جوانش، شارل لوئی، جانشین او گشت. مادرش شارل لوئی نیز به عنوان نایب السلطنه امور را اداره می‌کرد.
در ۱۸۰۷، ناپلئون این پادشاهی را منحل کرد و آن را به جزئی از خاک فرانسه تبدیل نمود. شاه اتروریا و مادرش در عوض از دست دادن قلمرو خود، فرمانروایی پادشاهی جدید لوزیتانیای شمالی (در شمال پرتغال) را از ناپلئون دریافت کردند که البته این نقشه به دلیل شکست ناپلئون در تصرف کامل پرتغال، عملاً انجام نشد. پس از شکست ناپلئون در ۱۸۱۴، توسکانی به خاندان هابسبورگ بازگردانده شد.